# Heinrich Hübschmann
Johann Heinrich Hübschmann (Erfurt, 1º luglio 1848 – Friburgo in Brisgovia, 20 gennaio 1908) è stato un filologo e orientalista tedesco, fondatore della linguistica armena.

## Biografia
Dopo aver studiato filologia orientale alle università di Jena, Tubinga, Lipsia e Monaco di Baviera, nel 1875 dimostrò per primo, nel saggio Zur Casuslehre, l'appartenenza della lingua armena alla famiglia linguistica indoeuropea. Nel 1876 divenne docente di Lingue iraniche a Lipsia e l'anno seguente di Filologia comparata a Strasburgo.

## Opere

### Saggi
- (DE)  Zur Casuslehre, Monaco di Baviera, Ackermann, 1875
- (DE)  Armenische Studien, 1883
- (DE)  Das indogermanische Vokalsystem, Strasburgo, K. J. Trubner, 1885. Ora in:  Heinrich Hübschmann, Das indogermanische Vokalsystem, Amsterdam, Oriental Press, 1975, ISBN 90-6023-212-7.
- (DE)  Etymologie und Lautlehre der ossetischen Sprache. Mit Nachtragen und Berichtigungen und einem Index, Strasburgo, 1887. Ora in:  Heinrich Hübschmann, Etymologie und Lautlehre der ossetischen Sprache. Mit Nachtragen und Berichtigungen und einem Index, Amsterdam, Oriental Press, 1969.
- (DE)  Persische Studien, 1895
- (DE)  Armenische Etymologie, Lipsia, Breitkopf & Hartel, 1897. Ora in:  Heinrich Hübschmann, Armenische Etymologie, Hildesheim, G. Olms, 1962.
- (DE)  Armenische Grammatik, Lipsia, Breitkopf & Hartel, 1897. Ora in:  Heinrich Hübschmann, Armenische Grammatik, Hildesheim, G. Olms, 1992, ISBN 3-487-05689-5.
- (DE)  Die Altarmenische Ortsnamen. Mit Beitragen zur Historischen Topographie Armeniens, in "Indogermanische Forschungen" 16, 1904. Ora in:  Heinrich Hübschmann, Die Altarmenische Ortsnamen. Mit Beitragen zur Historischen Topographie Armeniens, Amsterdam, Oriental Press, 1969.

### Traduzioni e curatele
- (DE)  Ein zoroastrisches Lied (Capitel 30 des Jasna). Mit Rucksicht auf die Tradition ubersetzt und erklart, nebst einem anhang, Monaco di Baviera, Ackermann, 1872

### Miscellanee
- (DE) Rüdiger Schmitt (a cura di), Kleine Schriften zum Armenischen, Hildesheim, G. Olms, 1976, ISBN 3-487-05689-5.